# Società Calcio Faetano
La Società Calcio Faetano es un club de fútbol con sede en Faetano, San Marino. Fue fundado en 1962 y juega en el Campeonato Sanmarinense de fútbol.

## Historia
En 1957 llegó el párroco italiano Don Marco Gaspari y fue precisamente en el salón parroquial donde tuvieron lugar las primeras reuniones de lo que hoy es el Società Calcio Faetano. En 1962 con el indispensable apoyo de Gaspari, también el Castillo de Faetano tiene su equipo de fútbol oficial. 
A partir de los años 70, Faetano se reconocerá en la figura carismática de Fabio Gasperoni, capitán, entrenador y presidente, pero también fue presidente de la Federación de Fútbol de San Marino desde 1982 hasta 1984, así como seleccionado y desplegado para el primer juego oficial del mayor nacional del titán, jugado en 1986 en Canadá. 
En 1978, Faetano se encuentra entre los elegidos por la Federación para promover la nueva política del fútbol juvenil. Con el advenimiento del Campeonato Sammarinense juega un papel papel principal al ganar 3 de los 5 campeonatos experimentales que preceden al oficial de 1985/86. 
En la edición 2010/11 participa por primera vez en la Europa League, enfrentando en la primera ronda de clasificación al equipo georgiano de FC Zestafoni. Perdió el partido de ida 5-0, pero al regresar, en el Olímpico de San Marino el 8 de julio de 2010, logró empatar 0-0, escribiendo una página importante del fútbol de este país.

## Palmarés

### Torneos nacionales
- Campeonato Sanmarinense de fútbol (3): 1985-86, 1990-91, 1998-99
- Copa Titano (3): 1992-93, 1993-94, 1997-98
- Trofeo Federal de San Marino (1): 1994

## Participación en competiciones de la UEFA
| Temporada | Competición        | Ronda            | País    | Club         | Casa | Visita | Global |
| --------- | ------------------ | ---------------- | ------- | ------------ | ---- | ------ | ------ |
| 2010-11   | UEFA Europa League | Clasificatoria 1 | Georgia | FC Zestafoni | 0–0  | 0–5    | 0–5    |